# Saison 2017 de l'équipe cycliste An Post-ChainReaction
La saison 2017 de l'équipe cycliste An Post-ChainReaction est la douzième de cette équipe.

## Préparation de la saison 2017

### Arrivées et départs
| Arrivées                 | Équipe 2016                        |
| ------------------------ | ---------------------------------- |
| Jonas Bokeloh            | Klein Constantia                   |
| Daniel Gardner           | Baguet-MIBA Poorten-Indulek-Derito |
| Regan Gough              | Avanti IsoWhey Sports              |
| Davy Gunst               | Rabobank Development               |
| Conor Hennerby           | Aquablue                           |
| Adam Jamieson            | RaceClean                          |
| Przemysław Kasperkiewicz | Klein Constantia                   |
| Sean McKenna             | Aquablue                           |
| Sean Mackinnon           | RaceClean                          |
| Mark Stewart             | 100% me                            |
| Matthew Teggart          | AC Bisontine                       |
| Bas Tietema              | BMC Development                    |
| Massimo Vanderaerden     | Veranclassic-Ago                   |

| Départs           | Équipe 2017                           |
| ----------------- | ------------------------------------- |
| Sean Bennett      | Jelly Belly-Maxxis                    |
| Jasper Bovenhuis  | Vlasman                               |
| Aaron Gate        | Aqua Blue Sport                       |
| Oliver Kent-Spark | Drapac-Pat's Veg Holistic Development |
| Connor McConvey   |                                       |
| David Montgomery  |                                       |
| Jordan Stannus    |                                       |
| Daniel Stewart    |                                       |
| Nicolas Vereecken | Roubaix Lille Métropole               |
| Emiel Wastyn      |                                       |
| Calvin Watson     | Aqua Blue Sport                       |
| Jack Wilson       | retraite                              |

## Coureurs et encadrement technique

### Effectif
L'effectif a été fortement renouvelé puisque seuls Jacob Scott et Damien Shaw étaient présents dans l'équipe en 2016. Sean McKenna était quant à lui stagiaire.
| Cycliste                 | Date de naissance | Nationalité      | Équipe 2016                        |  |
| ------------------------ | ----------------- | ---------------- | ---------------------------------- |  |
| Jonas Bokeloh            | 16 mars 1996      | Allemagne        | Klein Constantia                   |  |
| Daniel Gardner           | 6 mars 1996       | Royaume-Uni      | Baguet-MIBA Poorten-Indulek-Derito |  |
| Regan Gough              | 6 octobre 1996    | Nouvelle-Zélande | Avanti IsoWhey Sports              |  |
| Davy Gunst               | 30 janvier 1995   | Pays-Bas         | Rabobank Development               |  |
| Conor Hennebry           | 16 février 1993   | Irlande          | Aquablue                           |  |
| Adam Jamieson            | 12 février 1996   | Canada           | RaceClean                          |  |
| Przemysław Kasperkiewicz | 1er mars 1994     | Pologne          | Klein Constantia                   |  |
| Sean Mackinnon           | 24 novembre 1995  | Canada           | RaceClean                          |  |
| Sean McKenna             | 8 mars 1994       | Irlande          | Aquablue                           |  |
| Jacob Scott              | 14 juin 1995      | Royaume-Uni      | An Post-ChainReaction              |  |
| Damien Shaw              | 10 juillet 1984   | Irlande          | An Post-ChainReaction              |  |
| Mark Stewart             | 25 août 1995      | Royaume-Uni      | 100% me                            |  |
| Matthew Teggart          | 8 janvier 1996    | Irlande          | AC Bisontine                       |  |
| Bas Tietema              | 29 janvier 1995   | Pays-Bas         | BMC Development                    |  |
| Massimo Vanderaerden     | 21 janvier 1995   | Belgique         | Veranclassic-Ago                   |  |

## Bilan de la saison

### Victoires
| Date       | Course                                                      | Pays             | Classe | Vainqueur   |
| ---------- | ----------------------------------------------------------- | ---------------- | ------ | ----------- |
| 06/01/2017 | Championnat de Nouvelle-Zélande du contre-la-montre espoirs | Nouvelle-Zélande | CN     | Regan Gough |
| 08/01/2017 | Championnat de Nouvelle-Zélande sur route espoirs           | Nouvelle-Zélande | CN     | Regan Gough |